# Szachtar Hołubiwka
Szachtar Hołubiwka (ukr. Футбольний клуб «Шахтар» Голубівка, Futbolnyj Kłub "Szachtar" Hołubiwka) – ukraiński klub piłkarski z siedzibą w Hołubiwce, w obwodzie ługańskim.

## Historia
Chronologia nazw:
- 19??—2016: Szachtar Kirowsk (ukr. «Шахтар» Кіровськ)
- 2016—...: Szachtar Hołubiwka (ukr. «Шахтар» Голубівка)

Drużyna piłkarska Szachtar Kirowsk została założona w mieście Kirowsk w XX wieku. Zespół występował w rozgrywkach mistrzostw i Pucharu obwodu woroszyłowgradskiego. W sezonie 1969 zdobył mistrzostwo Ukraińskiej SRR. Sukces ten pozwolił w sezonie 1970 debiutować w Klasie B, 2 strefie ukraińskiej Mistrzostw ZSRR, w której zajął 19 miejsce. Ale pożegnał się z rozgrywkami na szczeblu profesjonalnym. Potem kontynuował występy w rozgrywkach mistrzostw i Pucharu obwodu.
W maju 2016 w związku ze zmianą nazwy miasta zmienił nazwę na Szachtar Hołubiwka.

## Sukcesy
- Klasa B, strefa ukraińska:

19 miejsce: 1970
- Mistrzostwo Ukraińskiej SRR:

mistrz: 1969